# جامعة فيليبس للدراسات العليا
كانت جامعة فيليبس للدراسات العليا مدرسة دراسات عليا خاصة في تشاتسوورث ولوس انجلوس وكاليفورنيا. قدمت المدرسة درجات عديدة بما فيها درجة الدكتوراه في الإدارة التنظيمية /الاستشارات والماجستير في العلاج الأسري والعلاج بالفن والعلاقات الإنسانية.في عام ١٩٧١ كلينتون فيليبس و ديفيد جانسن الذين عملوا في نظرية نظم الأسرة والعلاج الأسري في المعهد الأمريكي للعلاقات الأسرية أقاموا مركز كاليفورنيا لدراسة العائلات.في عام ١٩٩٢ أعادوا تسمية المؤسسة إلى معهد فيليبس للدراسات العليا وفي عام ٢٠١٦ تغيرت إلى جامعة فيليبس للدراسات العليا.الجامعة نقلت برنامج الزواج والعلاج الأسري في عام ٢٠١٩ إلى جامعة كامبلسفيل التي افتتحت موقع تعليمي خارج الحرم الجامعي. أصبح مركز لوس انجلوس التعليمي مكان جامعة فيليبس للدراسات العليا.
حتى ٣٠ /نيسان/٢٠١٩ ثم تم اعتماده بواسطه الرابطة الغربية للمدارس والكليات حيث قامت بتدريب أكثر من ٣٠٠٠ معالج عائلي وشملت أيضا الرؤساء في جامعة بريغهام مثل يونغ إد كوكس (١٩٨١-١٩٩٩) وليزا بورش-بورك (١٩٩٩-٢٠٠٩) وويولانداج.نان جورمان (٢٠٠٩-٢٠١٦).

## الأكاديميون
ركزت الجامعة على درجات الماجستير ودرجات الدكتوراه المهنية في علم النفس ومجال العلاقات الإنسانية والتطوير التنظيمي مثل برامج اعتماد الدراسات العليا وورش عمل التعليم المستمر لممارسي الصحة العقلية الذين يهتمون بتعزيز معارفهم.